# Dèmoni (film)
Dèmoni (Demons) è un film del 1985, diretto da Lamberto Bava e prodotto da Dario Argento.
Alla sceneggiatura collaborarono il regista, lo stesso Argento, Franco Ferrini e Dardano Sacchetti che è anche autore del soggetto, vagamente ispirato al film Zombi di George A. Romero.
Del cast fanno parte Urbano Barberini, Natasha Hovey, Karl Zinny e la figlia primogenita di Argento, Fiore.
La colonna sonora è firmata dal tastierista dei Goblin, Claudio Simonetti; gli effetti speciali da Sergio Stivaletti.

## Trama
Cheryl, una graziosa liceale, è appena scesa a una fermata della metropolitana di Berlino quando si accorge di essere seguita da uno sconosciuto con il volto parzialmente coperto da una maschera metallica. Questi la raggiunge e solo allora la ragazza si accorge che in realtà egli sta solo distribuendo biglietti omaggio per la prima di un film al cinema Metropol. Sollevata, Cheryl chiede ed ottiene dall'uomo un altro biglietto per la sua amica Kathy, che la sta aspettando all'uscita. Le due, essendo già in ritardo per la scuola, decidono di approfittarne e di recarsi al cinema, situato in un edificio che entrambe hanno l'impressione di non aver mai notato prima. Qui Cheryl e Kathy si aggregano a una piccola folla di gente (ci sono, tra gli altri, due coniugi attempati, una coppia di fidanzatini, un cieco con la badante e due prostitute con il loro protettore) ed attirano l'interesse di due ragazzi, George e Ken, che in sala prendono posto accanto a loro. Prima che la proiezione abbia inizio, una delle prostitute, di nome Rosemary, prova sul proprio volto una maschera esposta nell'atrio procurandosi un taglietto apparentemente insignificante. Quando lo spettacolo comincia si scopre che si tratta di un film horror che narra di un gruppo di ragazzi intenti a profanare la tomba di Nostradamus, colui che secoli addietro avrebbe profetizzato l'avvento dei demoni sulla terra affermando che "faranno dei cimiteri le loro cattedrali e delle nostre città le nostre tombe". Inaspettatamente, uno dei ragazzi nel film trova ed indossa una maschera (uguale a quella esposta nell'atrio) procurandosi un graffio e cominciando a subire una mostruosa mutazione: le unghie e i denti del malcapitato si spezzano per essere sostituiti da artigli e zanne affilati, gli occhi cambiano colore e la carnagione assume un colore verdastro. Divenuto una bestia assatanata, aggredisce e morde i compagni. Mentre questo succede sul grande schermo, Rosemary esce dalla sala per andare a sciacquarsi il graffio dolorante per poi accorgersi, terrorizzata, che anche lei sta subendo la stessa orribile trasformazione del personaggio del film. Poco dopo, infatti, l'indemoniata Rosemary esce dal bagno e graffia sul collo l'amica venuta a cercarla; quest'ultima cerca di chiedere aiuto ma le sue urla si confondono con quelle del film e riesce a farsi notare solo quando cade esanime sfondando lo schermo. Dopo un attimo, tra lo sconcerto e l'orrore degli spettatori, anche lei si rianima trasformandosi a sua volta in un demone assassino. In preda al panico, le persone in sala cercano di raggiungere l'uscita ma scoprono sgomenti di non poter fuggire dal cinema in alcun modo poiché tutti gli accessi alla struttura, compreso quello da cui sono entrati, vengono trovati improvvisamente murati. Ha così inizio un'impressionante escalation di violenza e di orrori senza precedenti in cui i malcapitati spettatori cercano disperatamente di sopravvivere alle sanguinarie creature e al loro contagio, portato dai loro graffi e dai loro morsi. Ogni loro tentativo di cercare un'uscita secondaria o di resistere innalzando barricate di fortuna con le sedie si rivela però inutile contro la terribile profezia e poco alla volta quasi tutti vengono feriti dai demoni trasformandosi a loro volta (compresi quattro cocainomani che si erano nascosti nel cinema per sfuggire alla polizia). Alla fine Cheryl e George rimangono soli contro una folla di indemoniati che il ragazzo affronta ed abbatte molto faticosamente armato di katana ed in sella a una motocicletta. Una volta sbarazzatisi delle creature, un elicottero cade sul cinema sfondando il soffitto e i due ragazzi ne approfittano per uscire dalla struttura attraverso lo squarcio, usando un rampino improvvisato. Sul tetto però trovano ad attenderli l'uomo mascherato che ha venduto loro i biglietti e che cerca di farli precipitare ma Cheryl lo ferisce mortalmente e gli infilza la testa con un picchetto metallico. Sembra essere tutto finito quando i ragazzi, sconvolti, si accorgono che il contagio dei demoni si è diffuso anche fuori e che questi hanno ormai invaso la città in un clima apocalittico. Fuggiti in strada, riescono però a salvarsi ancora grazie all'intervento tempestivo di un gruppo di sopravvissuti che li accolgono sulla loro jeep per poi partire verso una destinazione ignota. Mentre scorrono i titoli di coda anche Cheryl si trasforma ma prima che possa graffiare George viene uccisa con un colpo di fucile e lasciata morta in mezzo alla strada.

## Produzione

### Sviluppo
Dopo l'uscita del giallo La casa con la scala nel buio, dell'action Blastfighter e dell'horror fantascientifico Shark - Rosso nell'oceano, il regista Lamberto Bava ha considerato la possibilità di realizzare un film horror in tre parti scritto da Dardano Sacchetti, simile al lavoro fatto dal padre, Mario Bava, con I tre volti della paura. Una delle storie riguardava dei mostri che provenivano da uno schermo cinematografico e attaccavano il pubblico, una storia che a Bava piaceva più delle altre due e iniziò a trasformarla in un lungometraggio.
Dardano e Bava hanno portato il loro trattamento di 25 pagine per il film al produttore Fabrizio De Angelis, che voleva utilizzare le immagini delle pellicole di Lucio Fulci come film all'interno del film per ridurre i costi. I due si sono rivolti anche a Luciano Martino, il quale gli ha suggerito di prodursi il film da soli. Nel frattempo, Dario Argento, che era fresco del successo finanziario di Phenomena, stava cominciando a interessarsi alla produzione di film come aveva fatto in precedenza con Zombi. Argento ha inizialmente letto una sceneggiatura di fantascienza di Luigi Cozzi di cui non era convinto, prima di incontrare Bava e accettare di produrre Dèmoni.
Sacchetti non era contento dei suggerimenti di Argento per la sceneggiatura, notando che questi aveva coinvolto Franco Ferrini che sembrava interessato solo a compiacere Argento. Ferrini ha dichiarato che il suo contributo alla sceneggiatura consisteva nel ritardare l'ingresso dei demoni, che secondo lui apparivano troppo in anticipo nel film. Sacchetti ha poi detto che Argento lo ha pagato e costretto a lasciare il progetto, salvo richiamarlo per dare alla sceneggiatura un tocco finale. Sempre Sacchetti ha osservato che la prima metà del film è la stessa della sceneggiatura originale, mentre la seconda ha più scene di sangue ed effetti speciali.

### Riprese
Dèmoni è stato girato in nove settimane tra giugno e luglio del 1985. Le riprese si sono svolte a Berlino e presso i De Paolis In.Ci.R. Studios di Roma e in un vero cinema ormai chiuso non distante dagli studi cinematografici. L'idea di far brillare gli occhi dei demoni è venuta a Bava sul set, mentre girava una scena in cui i protagonisti, avvicinandosi alla cinepresa, hanno coinvolto gli attori che indossavano una carta refrattiva che ha causato l'effetto.

## Colonna sonora
Le composizioni originali sono state scritte dal tastierista dei Goblin, Claudio Simonetti, mentre gli altri brani presenti nella colonna sonora sono stati realizzati da artisti rock e metal del periodo. La voce "tribale" nel brano Demon è di Rick Springfield. Nella versione americana del film, è stato incluso il brano Night danger dei Pretty Maids al posto di Dynamite degli Scorpions.

### Tracce (LP 1985)
Lato A
1. Claudio Simonetti – Demon – 5:43
2. Mötley Crüe – Save Our Souls – 4:13
3. Billy Idol – White Wedding (Pt.1) – 4:14
4. Claudio Simonetti – Cruel Demon – 1:10
5. Go West – We Close Our Eyes – 3:50
6. Claudio Simonetti – Killing – 3:16
7. Claudio Simonetti – Threat – 1:38
8. Saxon – Everybody Up – 3:30

Lato B
1. Rick Springfield – Walking on the Edge – 5:13
2. Scorpions – Dynamite – 4:15
3. The Adventures – Send My Heart – 3:47
4. Claudio Simonetti – Out of Time – 4:10
5. Accept – Fast as a Shark – 3:51
6. Claudio Simonetti – The Evil One – 2:06
7. Claudio Simonetti – Demon (Reprise) – 1:43

Il CD distribuito dalla Deep Red e Rustblade Records contiene esclusivamente i brani composti da Simonetti più cinque bonus track.
Tracce
1. Demon – 5:43
2. Cruel Demon – 1:10
3. Killing – 3:16
4. Threat – 1:38
5. The Evil One – 2:06
6. Out of Time – 4:10
7. Demon (Reprise) – 1:43

Tracce bonus
1. Demon's Lounge (Previously unreleased) – 4:24
2. Demon (Original Demo Version) – 5:05
3. Killing (Original Demo Version) – 5:04
4. Demon (Original Demo Played On Piano) – 4:14
5. Demon (Simonetti Horror Project Version) – 4:35
6. Demon (Daemonia Live At ProgWest Festival, Los Angeles)

Nel 2019, Rustblade Records ristampa la colonna sonora di Claudio Simonetti, assieme ad un albo a fumetti dedicato al film e al suo sequel Dèmoni 2... L'incubo ritorna (sempre diretto da Lamberto Bava): Dèmoni - Il Regno delle Tenebre. L'albo a fumetti, realizzato da Andrea Gallo Lassere e Simona Simone, contiene inoltre un'illustrazione a colori realizzata dalla fumettista Lola Airaghi. Nel 2022 Rustblade Records pubblica la ristampa di Demons - Kingdom of Darkness in edizione deluxe. In allegato al cartonato è presente la colonna sonora del film Dèmoni, versione remix, realizzata da Claudio Simonetti.

## Citazioni
All'interno del cinema campeggiano le locandine di alcuni film dell'orrore, tra i quali: 4 mosche di velluto grigio; Nosferatu, il principe della notte; Creepshow.
Inoltre, sono presenti anche quelle dei docufilm musicali No Nukes e AC/DC: Let There Be Rock, quella di Champions (film uscito nel 1984), di Harry & Son, della riedizione del film Metropolis del 1984 e quella di Terminator.

## Distribuzione
Il film venne distribuito nelle sale italiane il 4 ottobre del 1985.

### Date di uscita all'estero
- USA (Demons): 30 maggio 1986 (cinema)
- Francia (Démons): 1º ottobre 1986 (cinema)
- Regno Unito (Demons): gennaio 1987 (cinema)
- Spagna (Demonios): 24 agosto 1987 (cinema)

### Divieti
In Italia la pellicola è stata vietata ad un pubblico minore di 18 anni.

## Accoglienza

### Incassi
Il film ha incassato complessivamente 1.225.490.000 lire dell'epoca a livello nazionale, rendendolo il 39º più alto incasso dell'anno in Italia, superiore a L'occhio del gatto, Unico indizio la luna piena e Nightmare - Dal profondo della notte.

### Critica
Morando Morandini ha assegnato al film due stelline su cinque dicendo che curando meglio i personaggi e la trama sarebbe potuto diventare indimenticabile, mentre Rudy Salvagnini, nel suo dizionario del cinema horror, ha dato come voto tre su cinque.

## Sequel
Il film ebbe un sequel ufficiale, Dèmoni 2... L'incubo ritorna, girato nel 1986, fu diretto dallo stesso Lamberto Bava.
Bava iniziò a scrivere il terzo film della serie chiamato Demoni 3, ma avendo impegni con la Fininvest non riuscì a svilupparlo. Michele Soavi raccolse l'idea, cambiò la scena iniziale e il film diventò La chiesa (1989).
Black Demons (1991) di Umberto Lenzi è uscito al cinema con il suo titolo originale ma è stato rinominato Demoni 3 nelle versioni homevideo ma non ha niente a che vedere con la serie e dunque non è un sequel ufficiale.

## Falsi sequel
Negli Stati Uniti alcuni film sono stati presentati come sequel non ufficiali della serie di film di Lamberto Bava anche se in realtà non avevano a che fare con la saga e anche la numerazione non risulta coerente (si trattò solo di un espediente commerciale).
| Titolo originale        | Titolo inglese                   | Anno | Titolo alternativo                        |
| ----------------------- | -------------------------------- | ---- | ----------------------------------------- |
| La casa dell'orco       | The Ogre aka Demons 3 : The Ogre | 1988 | The Ogre : Demons 3 aka House of the Ogre |
| La chiesa               | The Church                       | 1989 | Demons 3                                  |
| La maschera del demonio | The Mask of the Demon            | 1989 | Demons 5 : The Devil's Veil               |
| Il gatto nero           | The Black Cat                    | 1989 | Demons 6 : De Profundis aka From The Deep |
| Black Demons            | Black Demons                     | 1991 | Demoni 3                                  |
| La setta                | The Devil's Daughter             | 1991 | Demons 4 aka The Sect                     |
| Dellamorte Dellamore    | Cemetery Man                     | 1994 | Demons '95                                |

## Premi e riconoscimenti
- 1986 - Ciak d'oro
  - Candidatura migliore colonna sonora a Claudio Simonetti